# جامعة ديبونيجورو
جامعة ديبونيجورو (بالإندونيسية: Universitas Diponegoro) هي مؤسسة تعليم عالي تقع في سمارانغ -عاصمة مقاطعة جاوة الوسطى، إندونيسيا . افتتحت رسميا في 9 يناير 1957.

## كليات
- كلية الحقوق
- كلية الاقتصاد والأعمال
- كلية الطب
- كلية الهندسة
- كلية علوم الثقافة
- كلية الصحة العامة
- كلية العلوم والرياضيات
- كلية علوم الاجتماعية وعلوم السياسة
- كلية المزارع والزراعة
- كلية علوم مصايد الأسماك وعلوم البحرية
- كلية علم النفس

## الوصلات الخارجية
- (بالإندونيسية) (بالإنجليزية) الموقع الرسمي للجامعة ديبونيجورو